# よしのよしこ
よしの よしこ（1962年9月21日 - ）は、神奈川県出身の日本の女優。エヌ・エー・シーを経て宝井プロジェクト所属。身長152 cm。体重48 kg。血液型はO型。

## 人物
エヌ・エー・シー養成所所属時にTV出演したことがきっかけでデビュー。デビュー作は「さすらい刑事旅情編」。
特技はものまね、ゴスペル、ジャズ、ボサノバ、ボーカル、ヒーリング、折り紙。趣味はアクセサリー制作、ハワイアン歌唱、ウクレレ、語学学習。

## 出演

### テレビドラマ
- 「さすらい刑事旅情編」（テレビ朝日）
- 「慶次郎縁側日記2」第6話（2005年11月11日、NHK）[3]
- 「クロサギ」第6話（2006年5月19日、TBS）[4]
- 「14才の母」第9話（2006年12月6日、日本テレビ） - 社員 役[5]
- 「波のロード ～キレそうな俺の10日間～」（2007年3月21日、テレビ東京）[6]
- 「わたしたちの教科書」第1話 - 第7話・第9話・第11話（2007年4月12日 - 5月24日・6月7日・6月21日、フジテレビ） - 洋食屋「ぶらじる」おばちゃん 役[7]
- 「菊次郎とさき」第3シリーズ 第4話（2007年7月26日、テレビ朝日） - 大家さん 役[8]
- 「山おんな壁おんな」第4話（2007年7月26日、フジテレビ） - 朝市のおばさん 役[9]
- 「医龍-Team Medical Dragon-2」第4話（2007年11月1日、フジテレビ） - 売店店員 役[10]
- 「薔薇のない花屋」第9話（2008年3月10日、フジテレビ） - 家政婦 役[11]
- 「東京大空襲」後編（2008年3月18日、日本テレビ）[12][13]
- 「ラスト・フレンズ」第10話・特別編（2008年6月12日・6月26日、フジテレビ） - クリーニング店の従業員 役[14]
- 土曜ワイド劇場（テレビ朝日）
  - 「刑事殺し」第2作（2008年6月21日） - 美里の母 役[15]
  - 「遺品の声を聴く男」第4作（2013年5月25日） - 坪倉総合病院の入院患者 役[16]
- 「ガリレオΦ」（2008年10月4日、フジテレビ） - 主婦 役[17]
- 「Cafe吉祥寺で」第21話（2008年10月27日、テレビ東京） - マダム 役[18]
- 「イノセント・ラヴ」第9話（2008年12月15日、フジテレビ） - ヘルパー 役[19]
- 「ぼくの妹」第9話（2009年6月14日、TBS） - 主婦 役[20]
- 「素直になれなくて」第8話（2010年6月3日、フジテレビ）
- 「桂ちづる診察日録」第1話・第4話・第8話・最終話（2010年9月4日・9月25日・10月30日・12月25日、NHK） - おとみ 役[21]
- 「流れ星」第8話（2010年12月6日、フジテレビ） - 不動産屋 役[22]
- 「外交官 黒田康作」第7話（2011年2月24日、フジテレビ） - 看護師 役[23]
- 「デカワンコ」第7話（2011年2月26日、日本テレビ） - 目撃者 役[24]
- 「鈴木先生」第2話（2011年5月2日、テレビ東京） - 給食のおばちゃん 役[25]
- 月曜ゴールデン「ヤメ刑探偵 加賀美塔子」第1作（2011年6月6日、TBS） - 隣人 役
- 「南極大陸」第9話（2011年12月11日、TBS）
- 「運命の人」最終話（2012年3月18日、TBS）[26]
- 「カエルの王女さま」第6話（2012年5月17日、フジテレビ） - 主婦 役[27]
- 「泣くな、はらちゃん」第1話 - 最終話（2013年1月19日 - 3月23日、日本テレビ） - 渋谷さん 役[28]
- 「孤独のグルメ」 Season3 第3話（2013年7月24日、テレビ東京） - おばちゃん(3) 役
- 「ガールズトーク 薔薇組」前編・後編（2013年10月2日・10月9日、テレビ朝日） - 吉田よしえ 役
- 「リーガルハイ」第1話（2013年10月9日、フジテレビ）[29]
- 「独身貴族」第1話（2013年10月10日、フジテレビ） - 占い師 役[30]
- 「ダンダリン 労働基準監督官」第6話（2013年11月6日、日本テレビ）[31]
- 「血の轍」第1話・第2話（2014年1月19日・1月26日、WOWOW）[32]
- 「世にも奇妙な物語」（フジテレビ）
  - 「2014年 春の特別編『墓友』」（2014年4月5日） - 篠田 役[33]
  - 「25周年スペシャル・春 〜人気マンガ家競演編〜『地縛者』」（2015年4月11日） - 地縛者 役[34]
  - 「世にも奇妙な物語 '16秋の特別編『貼られる！』」（2016年10月8日） - お掃除おばちゃん 役[35]
- 「サイレント・プア」第1話（2014年4月8日、NHK）[36]
- 「死神くん」第5話（2014年5月23日、テレビ朝日） - スーパー販売員 役[37]
- 連続テレビ小説「花子とアン」第140話（2014年9月9日、NHK）
- 「謎解きLIVE 忍びの里殺人事件」後編（2014年9月14日、NHK） - 冬野雪子 役[38]
- 赤と黒のゲキジョー（フジテレビ）
  - 「ナースのお仕事 離島編」（2014年10月31日）
  - 「前科ありの女たち」（2014年11月28日）[39]
- 「ラギッド!」前編（2015年2月21日、NHK） - 清掃員 役[40][41]
- 「警部補・杉山真太郎〜吉祥寺署事件ファイル」最終話（2015年3月23日、TBS） - 川谷純一の母親 役[42]
- 「医師たちの恋愛事情」第1話（2015年4月9日、フジテレビ）
- 「ど根性ガエル」第1話 - 第3話・第7話・第8話（2015年7月11日 - 7月25日・8月29日・9月5日、日本テレビ） - パン工場行員 役[43]
- 「黒蜥蜴」（2015年12月22日、フジテレビ） - 鈴木 役[44]
- 「フラジャイル」第5話（2016年2月10日、フジテレビ） - 保育園園長 役[45]
- 「カッコウの卵は誰のもの」第4話（2016年4月17日、WOWOW）[46]
- 「沈まぬ太陽 第1部」第1話・第5話（2016年5月8日・6月1日、WOWOW） - 恩地家の叔母 役[47]
- 「夏目漱石の妻」第2話（2016年10月1日、NHK） - せつ 役[48]
- 「レンタル救世主」第4話（2016年10月30日、日本テレビ） - セミナーの受付 役[49]
- 「地味にスゴイ! 校閲ガール・河野悦子」第6話（2016年11月9日、日本テレビ） - カラオケ客 役
- 「キャリア〜掟破りの警察署長〜」最終話（2016年12月11日、フジテレビ）
- 「犯罪症候群 Season2」第1話（2017年6月11日、WOWOW）[50]
- 「ブランケット・キャッツ」最終話（2017年8月4日、NHK）
- 「今からあなたを脅迫します」（2017年10月15日 - 12月17日、日本テレビ） - 水川幸恵 役
- 「監獄のお姫さま」第4話（2017年11月7日、TBS）
- 「赤ひげ」第2話（2017年11月10日、NHK BSプレミアム） - 宿屋の女房 役[51][52]
- 「トットちゃん!」第42話（2017年11月28日、テレビ朝日） - 劇中劇の母 役
- 「ホリデイラブ」第2話（2018年2月2日、テレビ朝日） - 役所の職員 役
- 「卒業バカメンタリー」第6話（2018年2月26日、日本テレビ）
- 「デイジー・ラック」第3話（2018年5月4日、NHK） - パン屋常連客 役
- 「透明なゆりかご」第4話（2018年8月10日、NHK） - 陽介の母 役
- 「リーガルV〜元弁護士・小鳥遊翔子〜」第1話（2018年10月11日、テレビ朝日） - 親族 役
- 「ハラスメントゲーム」第3話（2018年10月29日、テレビ東京） - ゴルフ場のキャディー 役
- 「イノセンス 冤罪弁護士」第2話（2019年1月26日、日本テレビ） - 主婦 役
- 「絶対正義」第2話（2019年2月9日、フジテレビ） - 清掃員 役
- 日曜プライム「西村京太郎トラベルミステリー」第70作（2019年3月17日、テレビ朝日） - 小田家の家政婦 役[53]
- 「ストロベリーナイト・サーガ」第6話（2019年5月16日、フジテレビ） - 管理人 役
- 「インハンド」第10話（2019年6月14日、TBS） - バス会社従業員 役
- 「やすらぎの刻〜道」第107話（2019年9月3日、テレビ朝日） - 看護婦 役[54][55]
- 「まだ結婚できない男」第1話（2019年10月8日、フジテレビ） - 康夫の親戚の女性 役[56]
- 「左ききのエレン」第2話（2019年10月30日、TBS） - 親戚 役[57][58]
- 「モトカレマニア」第5話・第8話（2019年11月14日・12月5日、フジテレビ） - おぼろ 役[59]
- 「ハケンの品格」第2シリーズ 最終話（2020年8月5日、日本テレビ） - おばさん 役[60]
- 「#コールドゲーム」第1話（2021年6月6日、フジテレビ） - 避難民 役[61][62]
- 「アンラッキーガール!」第8話（2021年11月25日、日本テレビ） - 目撃者 役[63][64]
- 「ゴシップ #彼女が知りたい本当の○○」 最終話（2022年3月17日、フジテレビ）
- 「家政夫のミタゾノ」第6シリーズ 第1話（2023年10月10日、テレビ朝日） - 須藤の妻 役

### 映画
- 「私は貝になりたい」（2008年11月22日）
- 「感染列島」（2009年1月17日）
- 「川の底からこんにちは」（2010年5月1日） - 江口さん 役
- 「チーム・バチスタFINAL ケルベロスの肖像」（2014年3月29日） - 患者 役

### 配信ドラマ
- 「フジコ」第3話（2015年11月13日、Hulu）[65]
- 「ひねくれ女のボッチ飯」第2話（2021年4月29日、Paravi） - 女将 役[66]
- 「悪魔とラブソング」第3話（2021年6月19日、Hulu）[67]

### バラエティー
- 「いつみても波瀾万丈」（2008年7月6日、日本テレビ） - 綾戸智恵 役
- 「オモクリ監督 〜O-Creator's TV show〜」（2014年4月15日 - 2015年9月13日、フジテレビ） - コンビニ店員 役
- 「直撃!シンソウ坂上」第13回（2018年8月16日、フジテレビ）